# Rita Batista
Rita de Cássia Batista Suzart (Salvador, 22 de maio de 1979) é uma apresentadora de televisão brasileira, jornalista e radialista. Atualmente, apresenta o programa É de Casa, da TV Globo.

## Biografia e carreira
Nascida em Salvador, Rita é formada em Publicidade e Propaganda pela Universidade Católica do Salvador. 
Começou sua carreira em 2003 no Grupo Metrópole, onde atuou como apresentadora, repórter e produtora. Na rádio, fez parte da primeira formação do “Aí vêm elas”, criou o programa “Rita para maiores”, que falava sobre sexo, e ficou à frente de programas do jornalismo. Nesse período, intercalava na bancada do Aratu Notícias, da TV Aratu, afiliada do SBT. 
Em 2010, virou apresentadora da TV Bandeirantes Bahia, ancorando o programa Boa Tarde Bahia, onde revezou o comando dos microfones da Rádio Band News FM e apresentou especiais como o Band Folia. 
Em 2012, apresentou o programa vespertino de variedades Muito+, na Rede Bandeirantes, onde ficou muito conhecida pela sua cobertura do Band Folia. Integrou ainda a equipe do programa A Liga  em 2013, também da Rede Bandeirantes. Em 2015, retornou ao Grupo Metrópole, onde atuou como apresentadora na Rádio Metrópole até 2018.
No fim do ano de 2016, o telejornal Bom Dia Bahia da TV Aratu foi cancelado tendo sido exibido em 30 de novembro pela última vez sem a presença de Rita Batista, que estava em São Paulo em evento de O Boticário e estava sendo substituída por Driele Veiga, apresentadora eventual to telejornal. O súbito cancelamento do programa foi atribuído a motivos de dificuldades econômica por baixo retorno dos investimentos feitos para a programação de 2016 frente ao que foi esperado, tendo marcado entre 2 e 4 pontos de audiência na Grande Salvador, em média, bem atrás das concorrentes TV Bahia e RecordTV Itapoan. No lugar, a emissora passou a transmitir o telejornal Primeiro Impacto, da SBT, e a jornalista Rita Batista foi demitida. Ainda naquele ano, também atuou como repórter do programa Saia Justa, do canal GNT. 
Em 2017, entrou no Instituto de Radiodifusão Educativa da Bahia e apresentou o carnaval da TVE. 
Entre 2018 e 2020, apresentou o telejornal TVE Revista da TVE Bahia. Na sequência, tornou-se repórter dos quadros da Super Manhã da TV Globo e dos programas Encontro, então apresentado por Fátima Bernardes , Mais Você, apresentado por Ana Maria Braga, e É de Casa, da Rede Globo.
Em julho de 2022, entrou para o novo elenco de apresentadores do programa "É de Casa" ao lado de Maria Beltrão, Talitha Morete e Thiago Oliveira . Em 2024, foi anunciada como uma das apresentadoras do Saia Justa, do canal GNT . O elenco desta temporada era composto por Eliana, Bela Gil, Tati Machado e Rita, sendo que as duas últimas permaneceram até março de 2025.

## Vida pessoal
Rita é mãe de Martim, nascido em 2017. A criança é fruto do relacionamento com seu ex-marido Marcel Suzart .

### Livro de mantras
Em maio de 2024, a apresentadora lançou seu primeiro livro, "A Vida é um Presente" , com 111 mantras para o dia a dia.
A obra nasceu por conta de seu podcast "Tudo Odara", criado durante a pandemia para compartilhar suas experiências espirituais e mentalizações diárias.

## Cerimônias e festivais
Em 2020, Rita Batista participou do evento Bravoz , realizado pelo Bradesco.
Também integrou o elenco do Prêmio Sim À Igualdade Racial em 2023 , junto ao apresentador Thiago Oliveira.
Além disso, a apresentadora participou de todas as edições do Festival Negritudes [carece de fontes?] e, em 2024, apresentou a primeira edição do Festival Negritudes Salvador . 

## Carreira

### Televisão
| Ano           | Título                           | Emissora   | Função        |
| ------------- | -------------------------------- | ---------- | ------------- |
| 2005–2009     | Aratu Notícias - 1ª Edição       | TV Aratu   | Apresentadora |
| 2010–2011     | Boa Tarde Bahia                  | Band Bahia | Apresentadora |
| 2011–2014     | Band Folia                       | Band       | Apresentadora |
| 2011–2012     | Festival Folclórico de Parintins | Band       | Apresentadora |
| 2012          | Muito+                           | Band       | Apresentadora |
| 2013          | A Liga                           | Band       | Apresentadora |
| 2016          | SBT Folia                        | TV Aratu   | Apresentadora |
| 2016          | Bom Dia Bahia                    | TV Aratu   | Apresentadora |
| 2016          | Saia Justa                       | GNT        | Repórter      |
| 2018–2020     | TVE Revista                      | TVE Bahia  | Apresentadora |
| 2020–2022     | Encontro com Fátima Bernardes    | TV Globo   | Repórter      |
| 2020–2022     | Mais Você                        | TV Globo   | Repórter      |
| 2020–2022     | É De Casa                        | TV Globo   | Repórter      |
| 2021–2022     | Criança Esperança                | TV Globo   | Apresentadora |
| 2022–presente | É De Casa                        | TV Globo   | Apresentadora |
| 2022–presente | Festival AFROPUNK Bahia          | TV Globo   | Apresentadora |
| 2023–presente | Festival de Verão Salvador       | TV Globo   | Apresentadora |
| 2023–presente | Glô na Rua                       | TV Globo   | Apresentadora |
| 2023          | Vai na Fé                        | TV Globo   | Ela mesma     |
| 2023          | Fuzuê                            | TV Globo   | Ela mesma     |
| 2024          | Saia Justa                       | GNT        | Apresentadora |